# Incêndios florestais na Grécia em 2018
Uma série de incêndios florestais foram deflagrados na região oriental da Ática, na Grécia, em 23 de julho de 2018. Em 30 de julho contavam-se 91 mortos e 25 desaparecidos. Em 31 de julho, os números confirmados eram de 93 mortos e 187 feridos, sendo estes 23 crianças e 164 adultos.. Portanto, mais vítimas foram encontradas à medida que os dias se passaram. Mais de 1000 edifícios ficaram destruídos, em especial na zona de Mati, uma estância balnear a cerca de 40 km à leste de Atenas.
Mais de 700 residentes foram evacuados ou salvos. Houve também vítimas no mar, pois uma embarcação, carregada com pessoas que fugiam do fogo, acabou por naufragar e pelo menos 10 pessoas morreram afogadas.

## Linha do tempo
No dia 23 de julho de 2018, um incêndio começou no leste de Atenas, próximo de Kineta. Um segundo incêndio começou algumas horas depois em Pentela, no norte de Atenas. Devido aos fortes ventos na região, as chamas se espalharam rapidamente. Os incêndios em Kineta arruinaram casas da região, enquanto o incêndio próximo de Pentela se espalhou para outras partes, como nas vilas Neos Voutzas e Mati. O incêndio foi controlado após algumas horas, causando mortos e feridos. É o maior incêndio na Grécia desde 2007

## Ajuda internacional
A Grécia pediu ajuda internacional para lidar com a emergência causada pelo incêndio, submetendo um pedido para o Mecanismo de Proteção Civil Internacional da União Europeia.
- Albânia - Ofereceu €100,000 em ajuda financeira para lidar com a emergência.[12]
- Austrália - Ofereceu ajuda caso seja necessário.[13]
- Armênia – Ofereceu ajuda caso necessário.[14]
- Bulgária[15]
- Croácia – Dois aviões Canadair CL-415.[16]
- Chipre – Ajuda financeira e de pessoas para ajudar na emergência.[17]
- França[6]
- Israel[18][19]
- Itália – Dois aviões Canadair CL-415.[20][21]
- Alemanha[21]
- Macedônia – Ajuda financeira.[22]
- Malta[15]
- Montenegro[15]
- Polônia – Dois times de bombeiros do país foram oferecidos para ajudar a lidar com a situação de emergência na Grécia.[23]
- Portugal – Portugal ofereceu 50 bombeiros para ajudar com a situação.[24]
- Romênia – Um avião A C-27 J Spartan para lidar com incêndios e um avião C-130 Hercules para ajuda logística, além de 20 soldados.[25][21]
- Rússia[26]
- Sérvia[27]
- Espanha – Dois aviões Canadair CL-415.[28][21]
- Turquia[21]
- Estados Unidos da América – Monitoração dos incêndios com veículo aéreo não tripulado.[29]